# カルト (映画)
『カルト』は、2012年製作、2013年7月20日公開の日本映画。

## 概要
映像プロデュース会社ダブル・フィールドによるネクストホラー3部作の第2弾（公開順は最初）。フェイクドキュメンタリースタイルのホラー映画である。第31回ブリュッセル・ファンタスティック国際映画祭正式出品作品。イースト・ウインド・フィルムフェスティバル2013（ロンドン）上映作品。キャッチコピーは、「恐怖はノリウツル」。

## ストーリー
心霊番組のレポーターを務めることになったタレントのあびる優、岩佐真悠子、入来茉里の3人は、霊能者同行のもと、母・朋絵（小山田サユリ）と娘・美保（岡本夏美）の二人暮らしで霊現象に悩む金田家を訪れる。霊能者の雲水（山口森広）は除霊を試みるが、それに反発するように様々な怪現象が起き、美保が悪霊に取り憑かれてしまう。力量不足と感じた雲水は師匠の龍玄（井上肇）を呼び、再度除霊を試みる。一見、除霊は成功したかに見えたが、状況はさらに悪化して龍玄も雲水も倒れてしまう。自分の力では到底太刀打ちできない悪霊がいると感じた龍玄は、強力な能力をもつという霊能者に除霊を託す。その後除霊を託された荒っぽい性格なところもある名無しの霊能者の青年（三浦涼介）が訪れる。その青年はどこかテレビで見たことあるような青年で、名前を聞かれると呼び名などどうでもいいという風で、本名を名乗らず、映画『マトリックス』の主人公の名からとって「NEO」と名乗る。やがてその「NEO」の協力と共に悪霊との戦いが、始まろうとしていた。

## キャスト
- あびる優：あびる優
- 岩佐真悠子：岩佐真悠子
- 入来茉里：入来茉里
- 金田美保：岡本夏美
- 谷口陽子（番組ディレクター）：林田麻里
- 龍玄：井上肇
- 雲水：山口森広
- 金田朋絵：小山田サユリ
- NEO：三浦涼介

## スタッフ
- 監督・脚本：白石晃士
- プロデューサー：一瀬隆重
- 撮影：平尾徹
- VE：栃木光貴　三木誠
- 美術：横森剛
- 特殊メイク：百武朋
- 視覚効果：本田貴雄
- スタイリスト：棚橋公子
- メイク：五十嵐広美
- 録音：井村優佑
- 音楽：蓜島邦明
- 音響効果：松浦大樹
- 編集：深沢佳文
- キャスティング：山口正志
- 助監督：亀谷英司
- 製作担当：中村哲
- 製作：NEXT MEDIA ANIMATION、ダブル・フィールド
- 制作プロダクション：オズ
- 配給：トラヴィス

## 小説
2013年7月1日にTO文庫より発売。白石晃士原作、ノベライズは三好幹也が担当。映画を原作としているが、登場人物や設定などが映画とは若干異なる。